# Pfarrkirche Tannheim
Koordinaten: 47° 29′ 57,5″ N, 10° 31′ 0,4″ O
Die Pfarrkirche Tannheim steht in der Gemeinde Tannheim in Tirol. Die römisch-katholische Pfarrkirche hl. Nikolaus gehört zum Dekanat Breitenwang in der Diözese Innsbruck. Die Kirche ist die zweitgrößte Dorfkirche in Tirol und steht unter Denkmalschutz (Listeneintrag).

## Geschichte
Urkundlich wurde die Pfarre erstmals im Jahr 1377 erwähnt. Eine erste, gotische Kirche wurde 1507 geweiht. Nach Abbruch dieser Kirche wurde von 1722 bis 1724 ein Kirchenneubau durch Baumeister Andreas Hafenegger errichtet und am 17. Oktober 1725 vom Augsburger Weihbischof Johann Jakob von Mayr geweiht. Der Turm wurde von 1725 bis 1729 erbaut.

## Architektur

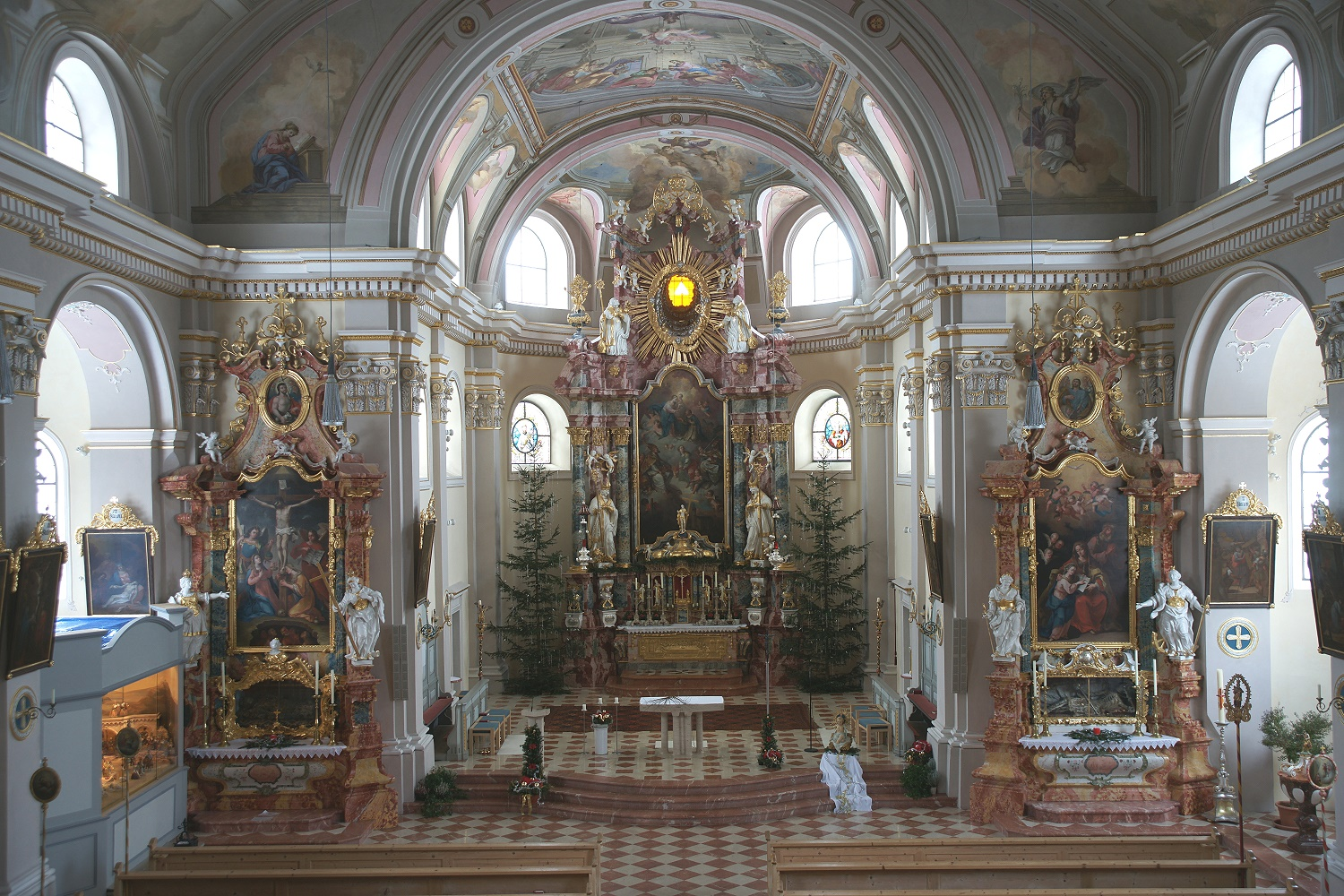
Hochaltar und Seitenaltäre

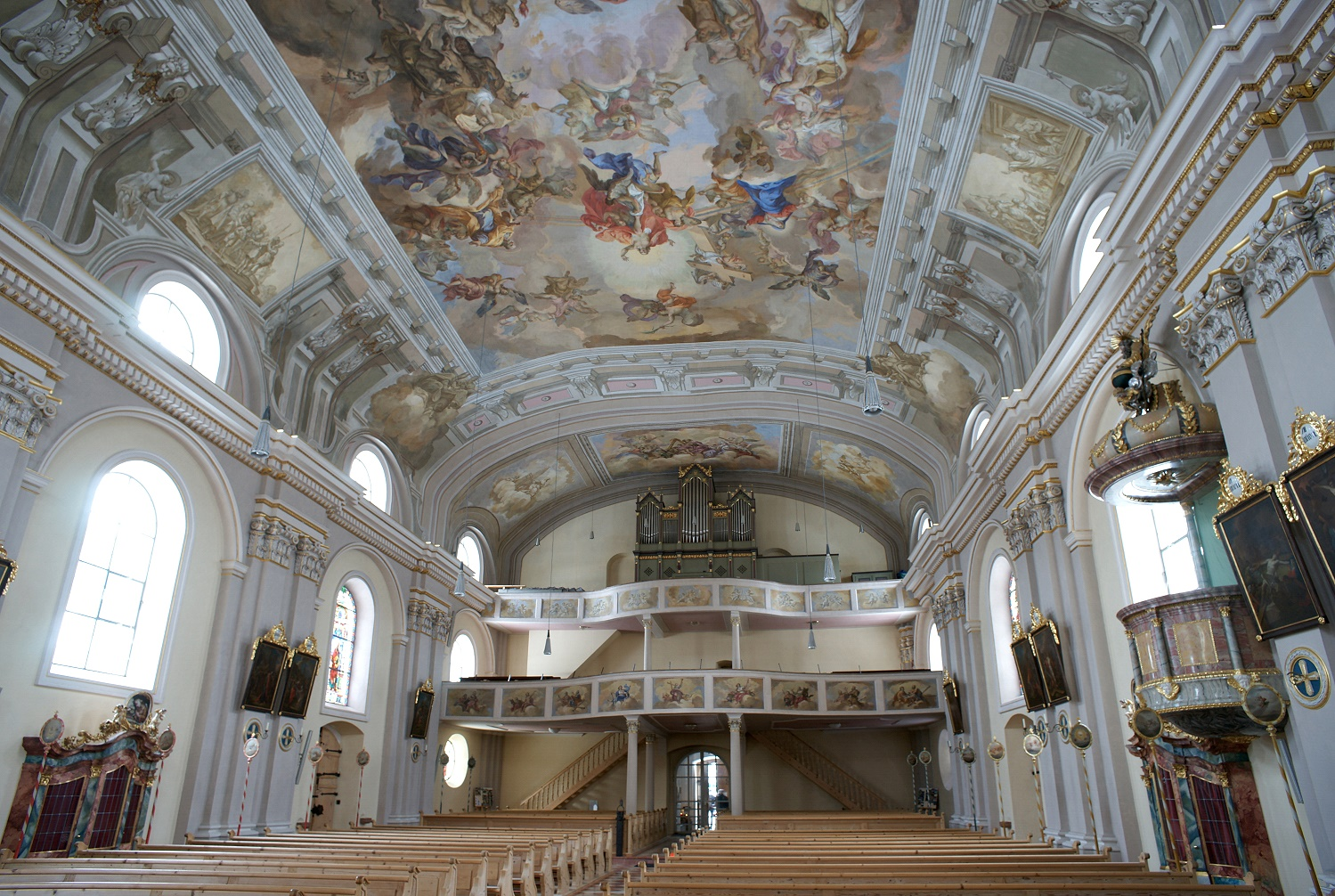
Innenansicht

Der einheitliche barocke Kirchenbau mit einem mächtigen Langhaus hat halbkreisförmig vor dem Chor angeordnete Kapellenapsiden und einen eingezogenen Chor mit halbkreisförmigem Schluss unter einem gemeinsamen Satteldach sowie einen Westturm. Das Gebäude hat Rundbogenfenster sowie Halbkreisfenster und am Chor Ovalfenster über Halbkreisfenstern. Der achteckig auslaufende Turm trägt eine Zwiebelhaube mit Laterne und ist 47 m hoch. Die Westseite von Kirche und Turm ist geschindelt. Der Portalschlussstein zeigt die Jahresangabe 1728. Im Turm befindet sich ein Kriegerdenkmal.
Das Kircheninnere zeigt sich mit einem vierjochigen Saalraum unter einer gestelzten Flachtonne auf Wandpfeilern und einem eingezogenen zweijochigen Chor mit Rundabschluss unter einer Stichkappentonne. Langhaus und Chor haben ein umlaufendes Gesims, kräftige Wandpfeiler mit doppelten Pilastern im Langhaus sowie einfache Pilaster im Chor. Im Westen befindet sich eine Doppelempore.

## Ausstattung
Die barocke Kirche ist ausgestattet mit drei Altären aus Stuckmarmor mit Altarbildern, Plastiken am Hochaltar, Bildhauerarbeiten, Deckenfresken und reichen Stuckaturen. Der Hochaltar und die beiden Seitenaltäre stammen vom Tannheimer Stuckateur Silvester Wöber. Die seitlichen Kapellen schufen Johann Striegl aus Pflach und Josef Anton Buck aus Weißenbach. Die Stuckarbeit schuf 1804 Josef Georg Pfauder unter Mithilfe von Franz Xaver Fischer. Die Fresken das „Letzte Abendmahl“ im Chor, „Verkündigung Mariens“ am Triumphbogen und das „Jüngste Gericht“  im Langhaus gestaltete Joseph Keller (1804).
Johann Kärle malte im Jahr 1895 die Fresken in den runden Stichkappen (Firmung und Krankensalbung, Taufe und Buße, Ehe und Priesterweihe), in der Apsidenrundung (Gottvater), über den Oberlichtfenstern (Augustinus und Hieronymus, „Brüder Josefs melden Jakob den angeblichen Tod Josefs“, Johannes und Lukas, Matthäus und Markus, „Josef wird verkauft“, Ambrosius und Gregor), über der Orgelempore (König David, Engelkonzert, Cäcilia) und in den Gewölben der Seitenkapellen (Heilige Familie, Taufe Christi). Kärle gestaltete außerdem die Dekorationsmalerei als imitierten Stuck sowie die Wandmalerei an der oberen Emporenbrüstung (musizierende Putten) und an der unteren Emporenbrüstung (zwölf Apostel mit den Tugenden „Liebe, Hoffnung und Glaube“).
Die Glasmalereien im Langhaus stammen aus dem Jahr 1881 (Franz Xaver und Nikolaus, Johannes und Rudolf, Petrus und Paulus), im Chor aus dem Jahr 1892 (Guter Hirte, Maria mit Kind, Johannes) sowie Engelbert aus dem 20. Jahrhundert.
Die Schutzmantelmadonna schuf Rieder Schwaz im Jahr 1946 (Tiroler Glasmalereianstalt).
Sämtliche Innen- und Außenrenovierungen der Pfarrkirche sowie die Renovierung der Orgel wurden zwischen 1990 und 1997 abgeschlossen.

## Glocken
Im Kirchturm befindet sich das vollständig erhaltene Geläut der Gießerfamilie Löffler mit vier Glocken. Es ist das einzige noch existierende vollständige Löffler-Geläut. Die große Glocke verfügt über einen Klöppelfänger.
| Glocke Nr. | Name der Glocke                 | Gussjahr | Gewicht (kg) | Durchmesser ⌀ (mm) | Nominal |
| ---------- | ------------------------------- | -------- | ------------ | ------------------ | ------- |
| 1          | Wetterglocke (Große)            | 1561     | 3000         | ca. 1610           | c1      |
| 2          | Zwölferglocke (kurz: Zwölferin) | 1580     |              |                    | es1     |
| 3          | Elferglocke (kurz: Elferin)     | 1580     |              |                    | ges1    |
| 4          | Kindergottesglocke (Kleine)     | 1580     |              |                    | c2      |

### Die Wetterglocke
Die Wetterglocke – auch Löffler-Glöcke, Heiligenglocke oder Große genannt – wurde von Gregor Löffler zusammen mit seinen Söhnen im Jahr 1561 gegossen. Sie ist 3000 kg schwer und hat einen Durchmesser von 1,61 Metern. Sie ist gestimmt auf Nominal c1. An dem alten Brauch, sie läuten zu lassen wenn Unwetter drohen, wird bis heute festgehalten.
Ihre Inschriften lauten: „Jesus von Nazareth, König der Juden, bewahre uns vor allem Übel, der Friede sei mit euch, ich bin es, fürchtet euch nicht.“ und „Ain Suessen Klanng Gib Ich. Die Vest Der Heiligen Offenbare Ich. Die Wetter Brich Ich. Die Lebendigen Forder Ich. Die Doten Bewain Ich.“